# Hydraena erythraea
Hydraena erythraea är en skalbaggsart som beskrevs av Régimbart 1905. Hydraena erythraea ingår i släktet Hydraena och familjen vattenbrynsbaggar. Inga underarter finns listade i Catalogue of Life.